# 23 mars dans les chemins de fer
23 février 23 avril
Chronologies thématiques
- Croisades
- Sports
- Disney

Cette page concerne les événements qui se sont déroulés un 23 mars dans les chemins de fer.

## Événements

### XIXesiècle
- 1863.  France :   la Compagnie des chemins de fer de l'Ouest ouvre la ligne du Mans à Sablé (48 km)[1].

- 1881, France : création de la Société nouvelle des chemins de fer des Bouches-du-Rhône.

### XXesiècle
- 1912.  France :   la ligne du Tram de Bellegarde à Chézery est ouverte à l'exploitation par la Compagnie du chemin de fer d'intérêt local de Bellegarde à Chézery[2].

- 1998.  Italie :   le pendolino ETR 480 roulant à 130 km/h déraille en gare de Florence-Castello faisant un mort et 24 blessés, le conducteur n'ayant pas respecté la signalisation.

### XXIesiècle
- 2004.  Grande-Bretagne :   fin du forage des tunnels de la ligne CTRL 2 qui permettra de relier le tunnel sous la Manche et la gare de Saint-Pancras à Londres en 2007.

- 2007.  Belgique :   Inauguration par Infrabel de la nouvelle jonction Nord-Sud d'Anvers[3].
- 2013. France : Prolongement de la ligne 4 du métro de Paris à Mairie de Montrouge